# 멱영 리 대수
리 군론에서, 멱영 리 대수(冪零Lie代數, 영어: nilpotent Lie algebra)는 유한한 길이의 내림 중심렬을 갖는 리 대수이다.

## 정의
가환환 {\displaystyle K} 위의 리 대수 {\displaystyle {\mathfrak {g}}}의 내림 중심렬(-中心列, 영어: lower central series)은 다음과 같다.
{\displaystyle {\mathfrak {g}}={\mathfrak {g}}_{0}}
{\displaystyle {\mathfrak {g}}_{i+1}=[{\mathfrak {g}}_{i},{\mathfrak {g}}]}
{\displaystyle {\mathfrak {g}}={\mathfrak {g}}_{0}\supseteq {\mathfrak {g}}_{1}\supseteq {\mathfrak {g}}_{2}\supseteq \cdots }
만약 어떤 자연수 {\displaystyle n\in \mathbb {N} }에 대하여 {\displaystyle {\mathfrak {g}}_{n}=0}이라면, {\displaystyle {\mathfrak {g}}}를 멱영 리 대수라고 한다. ({\displaystyle 0}은 유일한 0차원 리 대수이다.) 즉, 다음 명제가 성립하는 자연수 {\displaystyle n\in \mathbb {N} }이 존재해야 한다.
{\displaystyle [x_{1},[x_{2},[x_{3},\dotsb [x_{n},y]\dotsb ]]]=0\qquad \forall x_{1},\dotsc ,x_{n},y\in {\mathfrak {g}}}
가환환 {\displaystyle K} 위의 리 대수 {\displaystyle {\mathfrak {g}}}가 다음 조건을 만족시킨다면, 엥겔 조건 리 대수(영어: Engel condition Lie algebra)라고 하자.
{\displaystyle \overbrace {[x,[x,[x,\dotsb [x} ^{n(x,y)},y]\dotsb ]]]=0\qquad \forall x,y\in {\mathfrak {g}}}가 되는 함수 {\displaystyle n\colon {\mathfrak {g}}\times {\mathfrak {g}}\to \mathbb {Z} ^{+}}가 존재한다.

### 멱영 리 군
{\displaystyle \mathbb {K} \in \{\mathbb {R} ,\mathbb {C} \}}라고 하자. 리 군 {\displaystyle G}의 리 대수가 {\displaystyle \mathbb {K} }-리 대수 {\displaystyle {\mathfrak {g}}}라고 할 때, 다음 조건들이 서로 동치이다.:105
- 항등원을 포함하는 연결 성분 {\displaystyle G_{0}\subseteq G}은 (군으로서) 멱영군이다.
- {\displaystyle {\mathfrak {g}}}는 멱영 리 대수이다.

## 성질
멱영 리 대수의 킬링 형식은 0이다.

### 포함 관계
임의의 가환환 {\displaystyle K}에 대하여, 다음과 같은 포함 관계가 성립한다.
{\displaystyle K}-아벨 리 대수 ⊆ {\displaystyle K}-멱영 리 대수 ⊆ {\displaystyle K}-가해 리 대수 ⊆ {\displaystyle K}-리 대수
{\displaystyle K}-멱영 리 대수 ⊆ {\displaystyle K}-엥겔 조건 리 대수 ⊆ {\displaystyle K}-리 대수
엥겔 정리에 따르면, (임의의 표수의) 체 {\displaystyle K} 위의 유한 차원 엥겔 조건 리 대수는 항상 멱영 리 대수이다.:46, Theorem 1.35

### 연산에 대한 닫힘
멱영 리 대수의 모든 부분 리 대수는 멱영 리 대수이다. 멱영 리 대수의 모든 몫 리 대수 역시 멱영 리 대수이다.

## 예
체 {\displaystyle K}에 대하여, 다음과 같은 {\displaystyle n\times n} 정사각 행렬들의 집합을 생각하자.
{\displaystyle {\mathfrak {n}}(n;K)=\{M\in \operatorname {gl} (n;K)\colon \forall i,j\in \{1,\dots ,n\}\colon i\geq j\implies M_{i,j}=0\}}
즉, 대각 성분이 0인 상삼각 행렬의 집합이다. 이는 {\displaystyle {\mathfrak {gl}}(n;K)}의 부분 리 대수를 이루며, 또한 멱영 리 대수이다. 구체적으로, {\displaystyle {\mathfrak {n}}(n;K)}의 {\displaystyle n}번째 내림 중심열은 0이다. 엥겔 정리에 따라서, 모든 멱영 리 대수는 충분히 큰 {\displaystyle n}에 대한 {\displaystyle {\mathfrak {n}}(n;K)}의 부분 리 대수로 나타낼 수 있다.

## 역사
엥겔 정리는 프리드리히 엥겔(독일어: Friedrich Engel)이 1890년 7월 20일 빌헬름 킬링에게 보낸 편지에서 대략적으로 증명하였다. 이후 엥겔의 제자 카를 아르투어 움라우프(독일어: Karl Arthur Umlauf)가 1891년 박사 학위 논문에서 이 정의의 완전한 증명을 제시하였다.

## 참고 문헌
1. 1 2  Knapp, Anthony W. (2002). 《Lie groups beyond an introduction》. Progress in Mathematics (영어) 140 2판. Boston: Birkhäuser. ISBN 0-8176-4259-5. MR 1920389. Zbl 1075.22501.
2. ↑  Umlauf, Karl Arthur (1891). 《Über die Zusammensetzung der endlichen continuierlichen Transformationsgruppen, insbesondre der Gruppen vom Range Null》 (독일어). 라이프치히 대학교 박사 학위 논문. 라이프치히: Druck von Breitkopf & Härtel.

## 같이 보기
- 멱영군
- 가해 리 대수
- 이와사와 분해
- 영다양체